# Compressor espiral
Um compressor espiral (também chamado vulgarmente bomba espiral e compressor scroll, ou ainda em função de aplicação bomba de vácuo espiral ou bomba de vácuo scroll) é um dispositivo para compressão de ar ou fluido refrigerante. É usado em equipamentos de ar condicionado, em supercompressor para automóveis (onde é conhecido como "supercompressor scroll") e como uma bomba de vácuo.